# یواس‌اس پرستون (دی‌دی-۳۷۹)
یواس‌اس پرستون (دی‌دی-۳۷۹) (به انگلیسی: USS Preston (DD-379)) یک کشتی بود که طول آن ۱۰۴ متر (۳۴۱ فوت) بود. این کشتی در سال ۱۹۳۶ ساخته شد.